# Philocheras parvirostris
Philocheras parvirostris is een garnalensoort uit de familie van de Crangonidae. De wetenschappelijke naam van de soort is voor het eerst geldig gepubliceerd in 1916 door Kemp.